# 한산도
한산도(閑山島)는 대한민국 경상남도 통영시 한산면 한산도에 있는 섬으로 면적 14.785km2의 유인도이다. 2007년 7월 4일 추봉도와 한산도를 연결하는 추봉교가 개통되어 현재는 두 섬이 연결되어 있다.

## 개요
한산도는 610세대 정도가 거주를 하고 있으며, 임진왜란 때 조선삼도수군통제영이 이곳 한산도에 설치되었고, 이 일대의 한산대첩을 이루었던 배경이 되는 지역이다. 최고봉인 망산은 해발 293m로 임진왜란 당시 수루가 있었다고 하여 붙여진 이름이다.
2007년 7월 4일 추봉도와 한산도를 연결하는 추봉교가 개통되었다. 이 다리의 개통으로 거제 저구항에서 추봉도를 연결하는 한산카페리가 2009년 7월 18일부터 하루 8차례 운항을 시작하였다. 이로써 거제에서도 추봉도를 통해 한산섬까지 차로 둘러볼 수 있게 되었다.
(그 이전에는 거제도 어구에서 한산도 소고포까지 카페리호-을지호 등이 한시간 간격 운행되었으므로 거제도에서 한산도까지 차로 둘러볼 수 있는 것이 처음이 아니다. 그리고 통영-한산도제승당 간의 카페리호-파라다이스호는 이전부터 운행되고 있다.)

## 역사

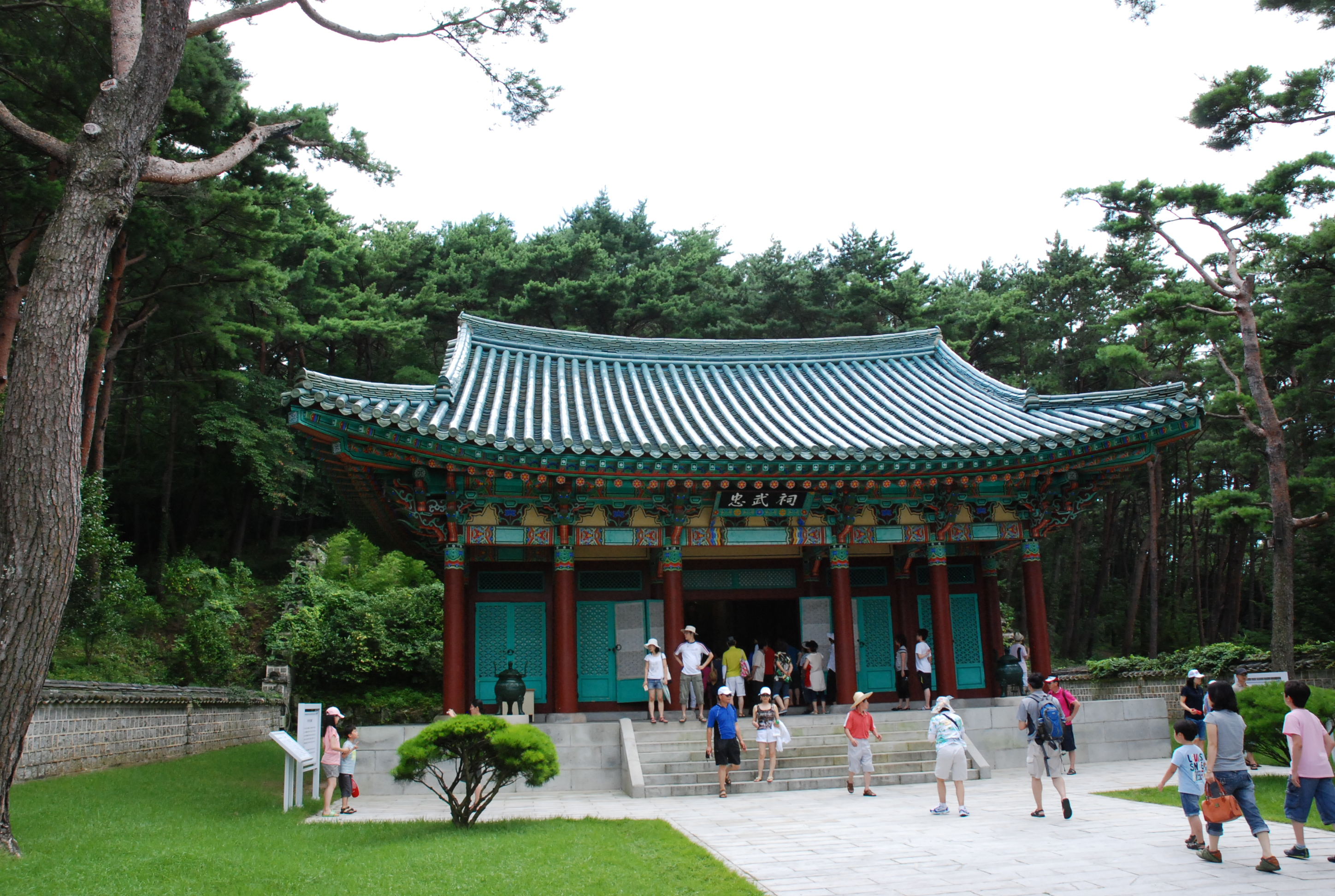
한산사 충무사

조선 초기 경상도속찬지리지 1469년에 이미 ‘한산도 목장’이라는 지명이 전해져 내려오며, 세종 1년 1418년 삼군도제찰사 이종무가 병선 227척과 병력 1만 7천 285명을 이끌고 대마도 정벌의 대장정에 오른 출전지가 한산도의 주원방포(현 추봉리 추원포)이다.
1592년 이순신 장군이 전라좌수영 행영을 이곳에 제승당을 설치하였고, 이듬해인 1593년에는 삼도수군통제영을 설치하였다. 1597년 정유재란 때는 원균의 참패로 제승당이 소실되었다. 1739년 조경 통제사가 유허비를 세우고 제승당을 중건하였다.
원래는 거제군의 지역으로 한산섬 또는 한산도라도 일컬었으며, 1900년 고종 황제 시절에 진남군에 편입되었고, 1909년 용남군 한산면으로 개칭되었다. 1914년 용남군과 가제군이 통폐합되어 통영군 한산면이 되었다.
1932년 충무영당이 건립되었고, 1959년 사적 제113호로 지정되었다. 1979년 《한산대첩비》를 건립하였다.

### 한산대첩
충무공 이순신 장군의 한산도 대첩은 충무공 김시민 장군의 진주대첩, 충장공 권율 장군의 행주대첩과 함께 임진왜란의 3대 대첩 중 하나이다. 한산도 대첩(閑山島大捷)은 1592년(선조 25) 음력 7월 8일 한산도 앞바다에서 조선 수군이 일본 수군을 크게 무찌른 해전으로, 이 전투에서 육전에서 사용하던 포위 섬멸 전술 형태인 학익진을 처음으로 해전에서 펼쳤다.

## 지리
한산도는 통영시 산양읍과 거제시 거제면과 둔덕면 사이의 바다에 위치한다. 본 섬의 최북단에는 대섬이 있으며, 화살대를 공급하던 곳이다. 그 아래 쪽으로는 해갑도, 비산도, 상혈도, 하혈도, 좌도, 송도, 유자도 등의 작은 주변 섬이 있다. 북쪽의 비추리는 군함을 짓던 곳이며, 망골은 바다의 적의 동정을 살피던 곳이었으며, 야소는 군기창이 있었던 곳이고, 개미목은 왜적 패잔병이 개미처럼 붙어 있던 곳이라고 하여 이름지어졌다. 진두는 진을 친 요소였다는 곳으로 현재 한산면의 행정소재지가 있다.
제승당은 한산면 두억리 875번지에 위치하고 있으며, 면적은 600,871m2, 건물은 28동이며, 통영시에서 6.7 km 떨어진 곳에 위치한다. 배로 소요되는 시간은 25분이다.

## 유적지

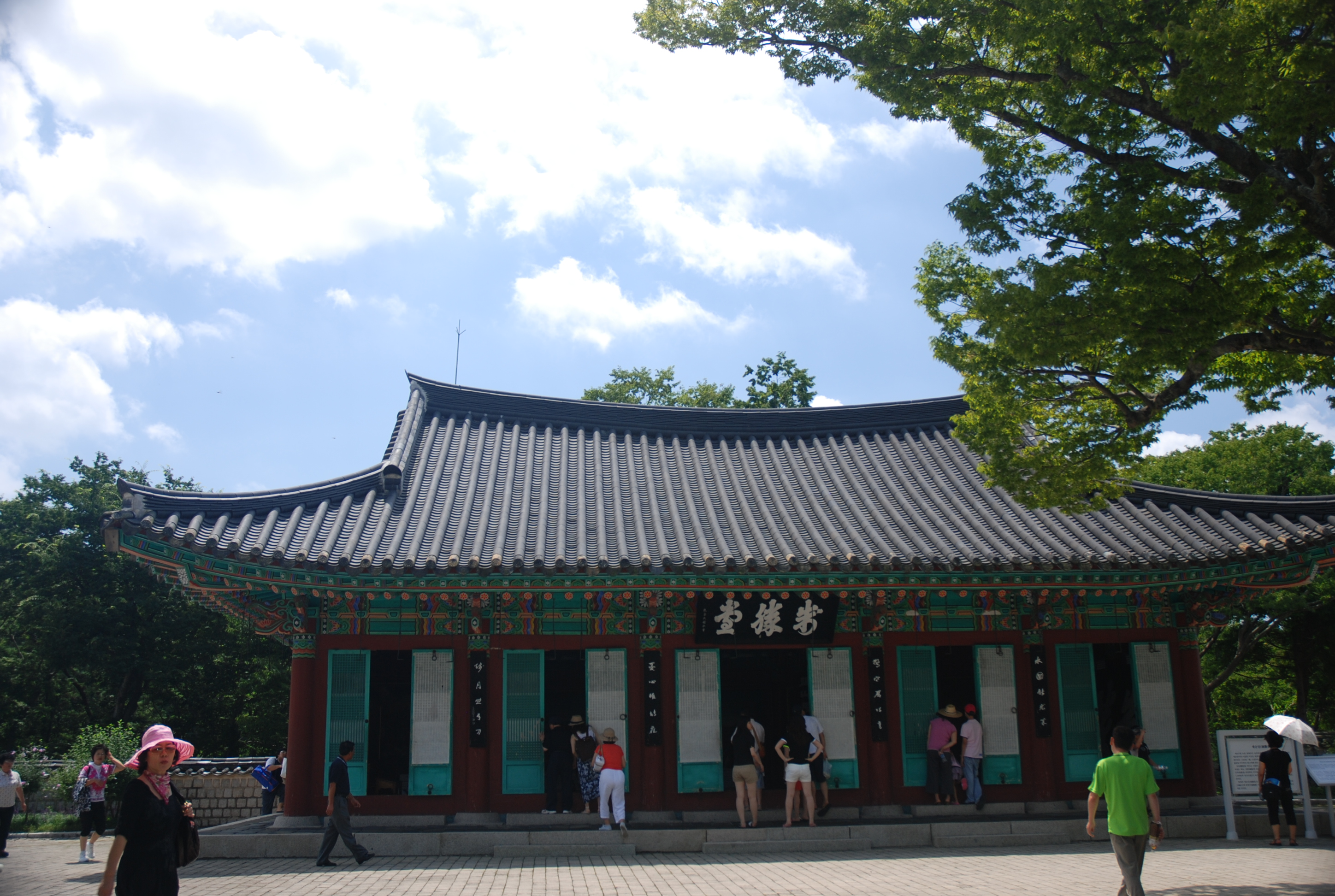
한산섬 제승당

한산섬은 1592년 한산대첩 이후 운주당을 짓고, 1593년에서 1597년까지 삼도수군의 본영으로 삼아 제해권을 장악한 곳이다. 제승당은 1597년 폐진되었고, 142년 후인 1738년 영조 15년에 통제사 조경이 중건하고 유허비를 세웠다. 제승당에는 이순신 장군을 모신 충무사와 제승당 그리고 시를 읊었던 수루와 활 연습터인 한산정이 있다. 그리고 앞 바다에는 거북선 모양의 거북 등대가 있고, 한산대첩비가 있다.

## 문학

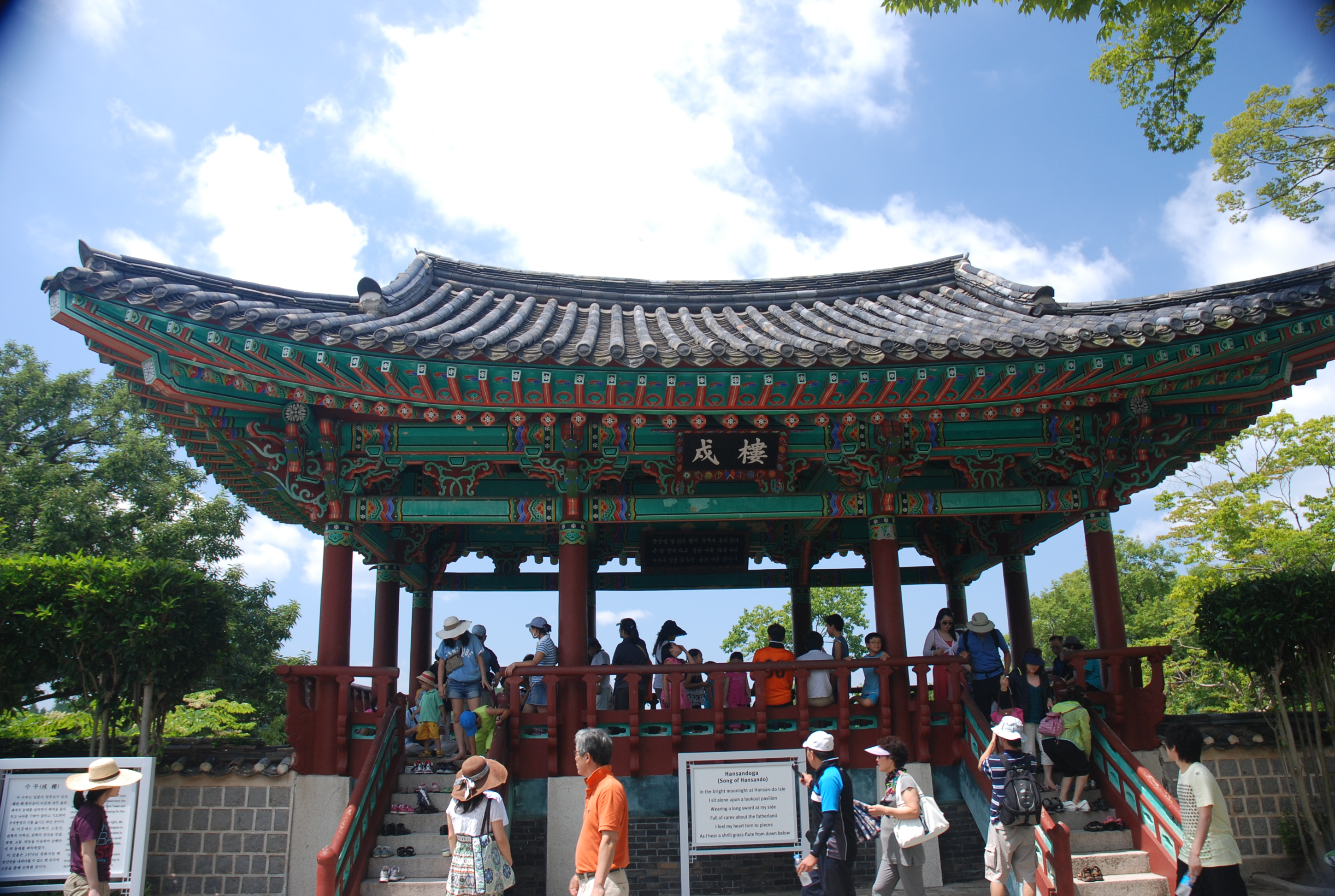
한산섬 수루

영조 때 김천택의 청구영언에 이순신 장군의 진중시가 실려있다.
| “ | 한산섬 달 밝은 밤 수루에 혼자 앉아 큰 칼 옆에 차고 깊은 시름하는 적에 어디서 일성호가는 남의 애를 끊나니 | ” |
|   | — 이순신, 《청구영언》                                                                                   |   |

## 교통

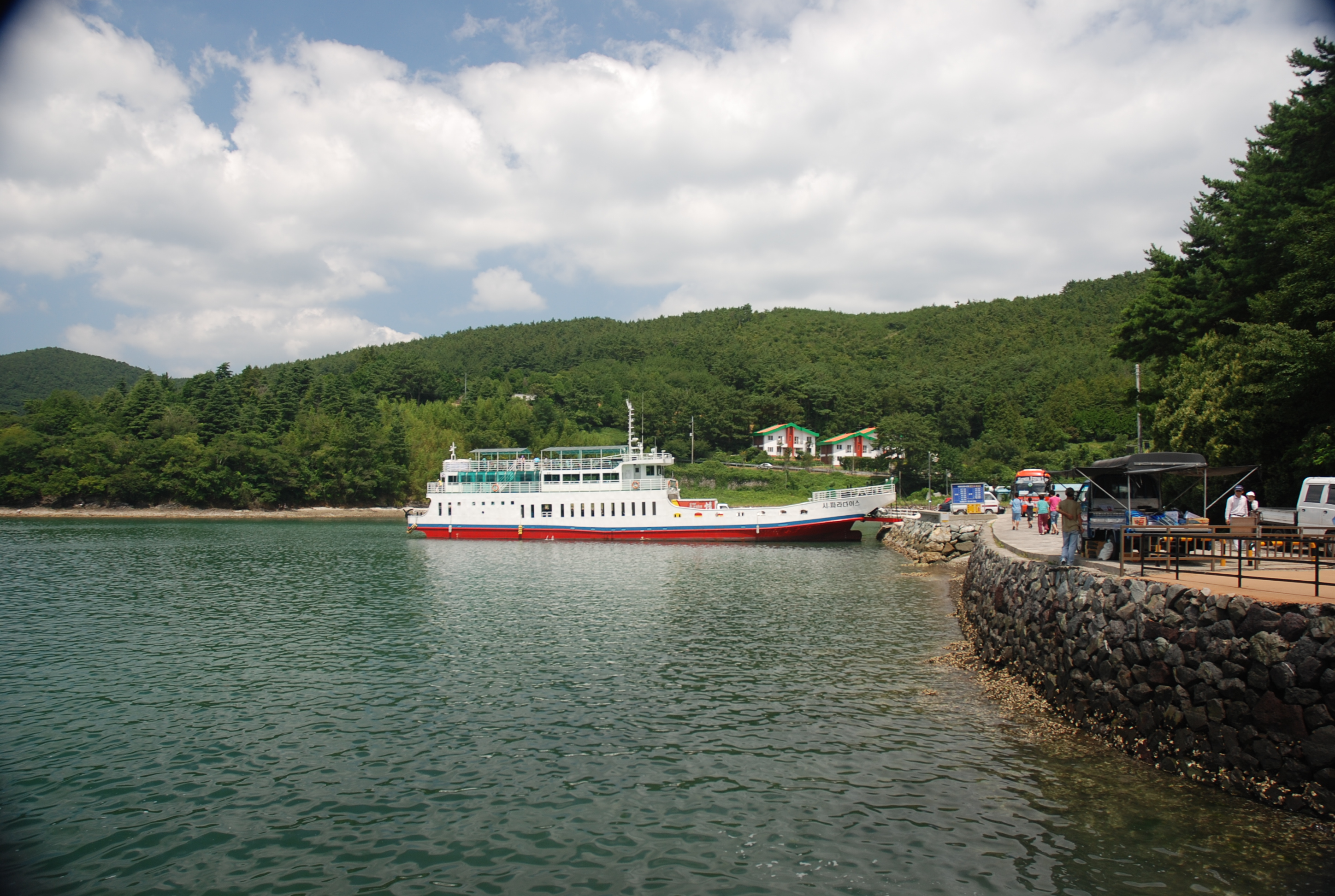
제승당 앞의 카페리호

한산섬은 통영과 거제에서 가는 길이 있고, 모두 카페리가 가능하다. 통영에서는 통영 여객선 터미널에서 카페리인 뉴파라다이스호, 시파라다이스호가 1시간 간격으로 운항을 하며, 거제에서는 2009년 7월 18일부터 저구항에서 한산카페리가 취항하여 추봉도를 거쳐 추봉교를 건너 한산섬으로 가는 방법이 있다. 두 곳 모두 이동거리가 멀기 때문에 카페리를 이용하는 것도 좋으며, 추봉도에서 제승당까지 이동하는 정기버스가 있다.
한산도에서 매물도로 가는 여객선이 있으며, 저구항에서 카페리를 이용하면, 거제 - 한산도 - 매물도를 같이 둘러볼 수 있다.

## 같이 보기
- 추봉도
- 이순신
- 제승당
- 한산도대첩